# عمر الخوجة
عمر الخوجة (1 مارس 2000) هو لاعب كرة قدم ليبي، يلعب كلاعب وسط في نادي الاتحاد، ومنتخب ليبيا لكرة القدم.
خاض الخوجه أول مباراة دولية له مع المنتخب الليبي بتاريخ 1 سبتمبر 2021 في التصفيات المؤهلة لكأس العالم 2022 ضد منتخب الغابون والتي انتهت بفوز المنتخب الليبي 2-1، وفي 7 سبتمبر 2021 سجل أول اهدافه مع المنتخب ضد منتخب انغولا و التي انتهت بالفوز 1-0.

## أهدافه الدولية
| رقم متسلسل | التاريخ       | الملعب                                   | الخصم  | الهدف | نتيجة المبارة | المسابقة                          |
| ---------- | ------------- | ---------------------------------------- | ------ | ----- | ------------- | --------------------------------- |
| 1          | 7 سبتمبر 2021 | استاد 11 نوفمبر لواندا / انغولا          | أنغولا | 1-0   | 1-0           | التصفيات المؤهلة لكأس العالم 2022 |
| 2          | 1 فبراير 2022 | استاد جابر الأحمد الدولي الكويت / الكويت | الكويت | 1-0   | 2-0           | مباراة ودية                       |

## وصلات خارجية
- Omar Al Khouja at National-Football-Teams.com